# Clase G132
La clase G132 fue una serie de grandes torpederos, catalogados por algunos autores como destructores, construidos para la Kaiserliche Marine del Imperio alemán a comienzos del siglo XX. La clase, estaba compuesta por cinco buques, los SMS G132, SMS G133, SMS G134, SMS G135, y SMS G136.  Los torpederos alemanes, eran designados por los astilleros en los que se construían, en el caso de la clase G132, los buques fueron construidos por  Germaniawerft en Kiel, como denota la inicial "G". Los cinco buques participaron en la Primera Guerra Mundial y fueron desguazados en 1921.

## Armamento
Los tres primeros buques de la clase, los G132, G133, y G134, estaban equipados con cuatro cañones SK L/55 de 52 mm en montajes simples. Estos cañones, disparaban proyectiles de 1,75 kg con una velocidad inicial de 850 m/s. Los cañones podían elevarse hasta 20 º, lo que le proporcionaban un alcance máximo de 7100 m. Los últimos dos buques, estaban equipados con dos cañones de 52 mm y uno de 88 mm SK L/35 capaz de disparar proyectiles de 7 kg con una velocidad inicial de 690 m/s. Estos cañones, podían tener una elevación máxima de 25 º  que le permitían un rango máximo de 8790 m Los cinco buques, portaban tres tubos lanzatorpedos de 450 mm sobre cubierta en montajes simples

## Buques de la clase
| Buque | Construcción    | Construcción            | Construcción | Construcción  | Comandantes | Destino                             |
| Buque | Puesto en grada | Botado                  | Asignado     | Astillero     | Comandantes | Destino                             |
| ----- | --------------- | ----------------------- | ------------ | ------------- | ----------- | ----------------------------------- |
| G132  |                 | 12 de mayo de 1906      |              | Germaniawerft |             | Desguazado el 28 de mayo de 1921    |
| G133  |                 | 30 de junio de 1906     |              | Germaniawerft |             | Desguazado el 28 de mayo de 1921    |
| G134  |                 | 23 de julio de 1906     |              | Germaniawerft |             | Desguazado el 13 de mayo de 1921    |
| G135  |                 | 7 de septiembre de 1906 |              | Germaniawerft |             | Desguazado el 10 de octubre de 1921 |
| G136  |                 | 25 de agosto de 1906    |              | Germaniawerft |             | Desguazado el 20 de agosto de 1921  |

### Listas relacionadas
• Buques de la Kaiserliche Marine